# Paula Kalmar-Wolf
Paula Kalmar-Wolf (geborene Paula Klein, 11. April 1880 in Agram, Königreich Kroatien und Slawonien; gestorben 29. September 1931 in Wien) war eine österreichische Schachspielerin.
Kalmar-Wolf war von Beruf Modistin und hatte ein eigenes Atelier in Wien. Über ihren ersten Ehemann, von dem sie den Nachnamen Kalmar annahm, ist nichts bekannt. Das Schachspiel erlernte sie erst 1913. Bevor sie dem Wiener Amateur-Schachclub beitrat, studierte sie zunächst das Lehrbuch von Jean Dufresne. Ab 1915 spielte sie regelmäßig und war zunächst eine Schülerin von Richard Réti. Nach dem Ersten Weltkrieg nahm sie Unterricht bei Heinrich Wolf, der ihr zweiter Ehemann wurde. Sie spielte in Männerturnieren, setzte sich aber auch stark für das Frauenschach ein und initiierte das erste Frauenturnier in Wien, das 1921 stattfand und von ihr selbst gewonnen wurde. Seit 1925 war sie Mitglied des SC Hakoah Wien.
Kalmar-Wolf war in den 1920er Jahren die stärkste Schachspielerin Österreichs. In den Jahren 1923, 1924 und 1926 gewann sie die österreichische Damenmeisterschaft.  Bei den drei Schachweltmeisterschaften der Frauen in ihrer Lebenszeit erreichte sie 1927 den dritten sowie 1930 und 1931 den zweiten Platz. Es gewann jeweils Vera Menchik.
Während der Schachweltmeisterschaft der Frauen 1931 zeigte Kalmar-Wolf gesundheitliche Beschwerden durch ihre seit längerem bestehende Zuckerkrankheit, dennoch kam ihr Tod überraschend.
Im Jahr 1932 wurde in Wien ein Gedenkturnier zu ihren Ehren ausgetragen, das von Sonja Graf gewonnen wurde.